# Hexatoma chrysopteroides
Hexatoma chrysopteroides är en tvåvingeart som först beskrevs av Alexander 1922.  Hexatoma chrysopteroides ingår i släktet Hexatoma och familjen småharkrankar. Inga underarter finns listade i Catalogue of Life.